# جنگ ایران و روسیه (۱۸۲۸–۱۸۲۶)
جنگ روسیه و ایران (۱۸۲۸–۱۸۲۶) آخرین جنگ بزرگ از جنگ‌های ایران و امپراتوری روسیه بود. بعد از عهدنامهٔ گلستان که پس از جنگ قبلی ایران و روسیه در سال ۱۸۱۳ امضا شده بود، صلح در قفقاز به مدت ۱۳ سال دوام آورد. با این حال شاه ایران، فتح‌علی شاه، مدام به کمک و مشاوره خارجی وابسته بود و در این زمان مشاورهْ عوامل انگلیس رؤیای بازپس‌گیری مناطق واگذار شده به روس را در او زنده می‌کردند. آن‌ها همچنین از اینکه انگلیس در صورت بروز جنگ از او حمایت خواهد کرد پافشاری می‌کردند. تصمیم دربارهٔ آغاز جنگ در بهار ۱۸۲۶ گرفته شد، زمانی که در مراسم نظامی عباس میرزا که در تهران برگزار می‌شد سفیر روسیه، الکساندر سرگیویچ منشیکو، در حبس خانگی قرار گرفت.

## ۱۸۲۶: تهاجم ایران و پاسخ روسیه
در مهٔ ۱۸۲۶، میراک بر خلاف نظر تزار روسیه نیکلای یکم توسط قوای روسیه اشغال گردید. در پاسخ، دولت ایران میرزا محمدصادق همای مروزی را به سنت پترزبورگ فرستاد تا در این باره مذاکره کنند. با این حال ژنرال فرماندار قفقاز، الکسی یرمولوف او را در تفلیس دستگیر نمود.
عباس میرزا و ۳۵٬۰۰۰ نفر قشون او بدون اعلان جنگ در ۱۹ ژوئیهٔ ۱۸۲۶ میلادی ژولی (همه تاریخ‌ها به شکل تقویم قدیمی می‌باشند و بایستی ۱۲ روز به این تقویم اضافه شود تا به تقویم غربی تبدیل گردد) قره‌باغ و تالش را اشغال نمودند و خرابی‌های گسترده‌ای را به بار آوردند. شوشی، پایتخت قره‌باغ محاصره شد، لنکران و گنجه تخلیه شدند، و باکو به محاصره درآمد. یرمولوف فرمانده روس قفقاز به طرز مرموزی واکنشی نشان نداد. شاید چون تنها ۳۵٬۰۰۰ سرباز در اختیار داشت. یرمولوف درخواست نیروی بیشتری نمود، نیکولاس یک گردان، شش هنگ سواره‌نظام قزاقهای دان را به کمک وی فرستاد و به یرمولوف گفت تا خانات ایروان را اشغال نماید. یرمولوف پاسخ داد که چنین چیزی غیرممکن است در جواب نیکولای ایوان پاسکویچ را فرستاد که این کار یرمولوف را برآشفت. او والرین مددوف را به سمت جنوب فرستاد اما از او خواست تا از درگیری بزرگ اجتناب کند. والرین از این دستور سرپیچی نمود و توانست با ۲٬۰۰۰ نفر لشکر ۱۰٬۰۰۰ نفری امیر خان سردار فرمانده ایرانیان را شکست دهد و محاصرهٔ شوشی را بشکند. روس‌ها مجدداً وارد گنجه شدند. پاسکویچ به همراه نیروهای کمکی از راه رسید و فرماندهی را از یرمولوف گرفت. در ۱۴ سپتامبر او ۶٬۰۰۰ نظامی ایران را در آکستافا در غرب گنجه دنبال نمود.

## ۱۸۲۷: پاتک و اشغال روس‌ها و پیروزی آن‌ها

نقشه خانات ایروان تحت حاکمیت ایران

مواضع یرمولوف غیرقابل دفاع می‌نمود و او همه قدرت خود را به پاسکویچ تحویل داد. در آوریل ۱۸۲۷ بنکندروف اچمیادزین، رم ارمنستان، را اشغال نمود و آنگاه متوجه ایروان شد. در ۱۵ ژوئن پاسکویچ به وی پیوست. او قوای بنکندروف را خسته یافت و آن‌ها را با نیروهای تازه‌نفس جایگزین نمود و به سمت جنوب، نخجوان پایتخت خانات نخجوان، حرکت نمود. هدف او تهدید ولیعهدنشین عباس میرزا یعنی شهر تبریز بود. او نخجوان را بدون مقاومت در ۲۶ ژوئن اشغال نمود و خانات به ایالت روس تبدیل شد. در این زمان بیماری قوای روس را فرا گرفت و همزمانی آن با تأخیر در آذوقه روس‌ها پاسکویچ را از حرکت به سمت تبریز منصرف کرد.
در این میان، در ۲۱ جون، کارسوسکی مجبور شد تا به خاطر شرایط سربازان خود از محاصره ایروان دست بکشد. او اچمیادزین را نیز رها نمود و به سمت شمال عقب کشی نمود. در این زمان عباس میرزا حمله خود را آغاز نمود. هدف او دور زدن پاسکویچ در غرب و گرفتن اچمیادزین و گیمور، تخریب تفلیس و برگشتن از طریق قره‌باغ بود. کارسوسکی مجبور شد تا به جنوب بیاید تا اچمیادزین را نجات دهد. او ۱۸۰۰ پیاده، ۵۰۰ سوار، و ۱۲ توپ به همراه داشت. مسیر بازگشت او تنها ۳۳ کیلومتر بود ولی مسیر سختی بودو علاوه بر سختی مسیر گرمای تابستان بسیار شدید شده‌بود. ۳۰٬۰۰۰ نظامی ایران راه را بر او بستند. در نبرد اشتاراک روس‌ها اچمیادزین را بازپس گرفتند که به قیمت نیمی از سربازان آن‌ها تمام شد. ایرانیان با تلفات ۴۰۰ نفری به سمت جنوب عقب کشیدند.
به هنگام ترک نخجوان، پاسکویچ منطقه را به شاهزاده اریستوف (en)، یک گرجستانی، به همراهی استوار مورویوف سپرد. او دستورهای شدیدی دربارهٔ اینکه از هر گونه حرکت تهاجمی خودداری نمایند داد. واکنش عباس میرزا قابل پیش‌بینی بود او از ارس عبور کرد و در مقابل اریستوف به همراهی ۴۰۰۰ سرباز و ۲۶ توپ قرار گرفت نفرات روس بسیار بیش از حد انتظار وی بودند. اریستوف اندکی دنبال او کرد ولی دوباره به نخجوان بازگشت. هنگامی که آن‌ها از وضع روحی قوای ایران آگاهی یافتند شور آن‌ها برای حمله بیشتر شد. در ۳۰ سپتامبر آن‌ها به قصد حمله محل خود را ترک کردند و به محلی بنام ماراود رسیدند، عباس میرزا توانست از پشت به آن‌ها برسد با این‌حال قوای ایرانیان خالی از روحیه بودند و هنگامی که خبر سقوط ایروان به آن‌ها رسید آن‌ها کاملاً پراکنده شدند. مورویوف با پنهان کردن نقشه خود از همه، حتی اریستوف، از مارواد خارج شد. در ۱۳ سپتامبر به چند مایلی دروازه‌های تبریز رسید. در ۱۹ اکتبر پاسکویچ با ۱۵۰۰۰ سرباز وارد تبریز شد. شهری قدیمی و متمول با جمعیتی ۶۰۰۰۰ نفری بدون مقاومت به دست او افتاد. با سقوط تبریز مذاکرات صلح بدون معطلی آغاز شد ولی دوباره متوقف شد. در ژانویه نبردها از سر گرفته شدند ولی ایرانیان بیش از حد روحیهٔ خود را باخته بودند. ارومیه اشغال شد و اردبیل دروازه‌های خود را بر روی روس‌ها گشود. سرانجام در ۱۰ فوریه عهدنامه ترکمنچای امضا شد که به موجب آن دو خانات ایروان و نخجوان به روسیه واگذار شد.

وصیت مرا خواهید دید. آن‌ها خجالت بکشند که گفته‌اند پول‌ها حیف و میل شده است. بار خاطرم است این حرف و اشتباه کارهای ما را خراب کرد. برای دویست‌هزار تومان ده کرور دادیم و هزار کرور ملک رفت و سالی ده کرور ضرر و زحمت‌های دیگر دادیم و جان من هم از غصه رفت...
— تاریخ جنگ‌های روسیه و ایران